# Desloch
Desloch là một đô thị thuộc huyện Bad Kreuznach trong bang Rheinland-Pfalz, phía tây nước Đức. Đô thị Desloch có diện tích 6,37 km², dân số thời điểm ngày 31 tháng 12 năm 2006 là 383 người.